# Field Actions Science Reports
Field Actions Science Reports est une revue scientifique destinée à la recherche sur les différents domaines du développement.
L’initiative FACTS a été initiée et est soutenue par Philippe Kourilsky, professeur au Collège de France à Paris et Directeur Général de l'Institut Pasteur de 2000 à 2005. La revue couvre plusieurs domaines liés au développement : santé, économie, environnement, agriculture, etc. Pour chaque thématique, santé, économie, etc., est constitué un Comité éditorial composé de membres expérimentés ayant une grande expertise du domaine en question.
Les articles font l’objet d’une évaluation par les pairs. Les principaux critères de publication portent sur le caractère utile et reproductible des actions décrites. FACTS Reports est un outil élaboré pour être au service des acteurs de terrain. Il leur permet d’exprimer librement leurs points de vue et opinions, de communiquer, d’échanger et de coopérer avec d’autres acteurs de terrain à travers le monde mais également avec les organisations internationales, les agences de développement et société civile. FACTS Reports constitue un forum d'expression et d'échange pour les acteurs de terrain.
Field Actions Science Reports est une revue disponible en accès libre sur le portail OpenEdition Journals.